# Зандам (футбольний клуб)
ФК «Зандам» (нід. FC Zaandam) — аматорський футбольний клуб з міста Зандам, Нідерланди. Клуб був заснований 1 липня 2018 року в результаті злиття «Hellas Sport Combinatie» і «ZVV Zilvermeeuwen».

## Відомі гравці
Відомий у минулому нападник Джонні Реп — вихованець футбольного клубу «Зандам».